# Taça do Mundo de Atletismo de 1992
A sexta edição da Taça do Mundo de Atletismo decorreu em Havana, Cuba, entre 25 e 27 de setembro de 1992, sob a égide da IAAF. As provas tiveram lugar no Estádio Panamericano que, um ano antes, havia sido o principal palco dos Jogos Pan-Americanos de 1991.

## Factos relevantes
Foi a primeira vez em que não participaram as equipes da União Soviética e da República Democrática Alemã que, até então, tinham estado presentes em todas as edições da Taça do Mundo. A Equipa Unificada da Comunidade de Estados Independentes (CEI) substituiu a União Soviética tanto no sector masculino como no feminino, enquanto que a Alemanha reunificada participava pela primeira vez apenas no sector femimino.
O brasileiro Robson da Silva venceu, pela terceira vez consecutiva, a prova de 200 metros em Taças do Mundo. A russa Yekaterina Podkopayeva cometeu o feito de ganhar os 1500 metros femininos aos quarenta anos de idade. A etíope Derartu Tulu venceu os 3000 e os 10000 metros, tornando-se a primeira atleta a ganhar as duas provas de maior distância, depois de o seu compatriota Miruts Yifter ter feito o mesmo em 1977 e 1979.

## Edições
1977 | 1979 | 1981 |1985 | 1989 | 1992 |  1994 | 1998 | 2002 | 2006 | 2010 |

## Provas
| Corridas: 100 m - 200 m - 400 m - 800 m - 1500 m - 5000 m - 10000 m Obstáculos: 100 m barreiras - 110 m barreiras - 400 m barreiras - 3000 metros obstáculos Saltos: Altura - Comprimento - Triplo - Vara Lançamentos: Peso - Disco - Dardo - Martelo Estafetas: 4 x 100 m - 4 x 400 m |

## Equipes participantes
- AFR - África
- ALE - Alemanha
- AME - Américas (excluindo Estados Unidos)
- ASI - Ásia
- EUN - Equipe Unificada da CEI
- EUR - Europa
- GBR - Grã-Bretanha e Irlanda do Norte (só no sector masculino)
- OCE - Oceania
- USA - Estados Unidos

## Resultados

### Classificações gerais
| Lugar | País           | Pontos |
| ----- | -------------- | ------ |
| 1     | África         | 115    |
| 2     | Reino Unido    | 103    |
| 3     | Europa         | 99     |
| 4     | Américas       | 92     |
| 5     | Estados Unidos | 90     |
| 6     | CEI            | 84     |
| 7     | Ásia           | 80     |
| 8     | Oceania        | 45     |

| Lugar | País           | Pontos |
| ----- | -------------- | ------ |
| 1     | CEI            | 102    |
| 2     | Europa         | 94     |
| 3     | Américas       | 79     |
| 3     | Estados Unidos | 79     |
| 5     | Alemanha       | 74     |
| 6     | África         | 70     |
| 7     | Ásia           | 69     |
| 8     | Oceânia        | 45     |

### Resultados por prova

#### 100 metros
| Pos. | Atleta           | País        | Equipa | Marca |
| ---- | ---------------- | ----------- | ------ | ----- |
| 1    | Linford Christie | Reino Unido | GBR    | 10"21 |
| 2    | Olapade Adeniken | Nigéria     | AFR    | 10"26 |
| 3    | Calvin Smith     | França      | EUR    | 10"33 |
| 4    | Robson da Silva  | Brasil      | AME    | 10"34 |
| 5    | Talal Mansoor    | Catar       | ASI    | 10"36 |
| 6    | Shane Naylor     | Austrália   | OCE    | 10"50 |
| 7    | Andrey Fedoriv   | Rússia      | CEI    | 10"67 |
| 8    | Giorgio Marras   | Itália      | EUR    | 10"48 |

v.d.: -0.3m/s
| Pos. | Atleta                 | País           | Equipa | Marca |
| ---- | ---------------------- | -------------- | ------ | ----- |
| 1    | Natalya Voronova       | Rússia         | CEI    | 11"33 |
| 2    | Liliana Allen          | Cuba           | AME    | 11"34 |
| 3    | Tian Yumei             | China          | ASI    | 11"44 |
| 4    | Melinda Gainsford      | Austrália      | OCE    | 11"53 |
| 5    | Christy Opara-Thompson | Nigéria        | AFR    | 11"71 |
| 6    | Sheila Echols          | Estados Unidos | USA    | 11"72 |
| 7    | Sabine Günther         | Alemanha       | ALE    | 11"74 |
| 8    | Sisko Hanhijoki        | Finlândia      | EUR    | 11"76 |

v.f.: +1.1m/s

#### 200 metros
| Pos. | Atleta           | País           | Equipa | Marca |
| ---- | ---------------- | -------------- | ------ | ----- |
| 1    | Robson da Silva  | Brasil         | AME    | 20"56 |
| 2    | Linford Christie | Reino Unido    | GBR    | 20"72 |
| 3    | Jeff Williams    | Estados Unidos | USA    | 20"75 |
| 4    | Oluyemi Kayode   | Nigéria        | AFR    | 20"77 |
| 5    | Patrick Stevens  | Bélgica        | EUR    | 20"81 |
| 6    | Zhao Cunlin      | China          | ASI    | 20"92 |
| 7    | Edvin Ivanov     | Rússia         | CEI    | 21"39 |
| 8    | Chad Stephenson  | Austrália      | OCE    | 21"49 |

v.f.: +0.5m/s
| Pos. | Atleta                 | País           | Equipa | Marca |
| ---- | ---------------------- | -------------- | ------ | ----- |
| 1    | Marie-José Pérec       | França         | EUR    | 23"07 |
| 2    | Natalya Voronova       | Rússia         | CEI    | 23"24 |
| 3    | Chen Zhaojing          | China          | ASI    | 23"27 |
| 4    | Melinda Gainsford      | Austrália      | OCE    | 23"46 |
| 5    | Dyan Webber            | Estados Unidos | USA    | 23"60 |
| 6    | Sabine Günther         | Alemanha       | ALE    | 23"69 |
| 7    | Christy Opara-Thompson | Nigéria        | AFR    | 24"49 |
|      | -                      |                | AME    | -     |

v.d.: -0.3m/s

#### 400 metros
| Pos. | Atleta             | País           | Equipa | Marca |
| ---- | ------------------ | -------------- | ------ | ----- |
| 1    | Sunday Bada        | Nigéria        | AFR    | 44"99 |
| 2    | Mark Richardson    | Reino Unido    | GBR    | 45"86 |
| 3    | Chip Jenkins       | Estados Unidos | USA    | 46"10 |
| 4    | Ibrahim Ismail     | Catar          | ASI    | 46"48 |
| 5    | Slobodan Branković | Iugoslávia     | EUR    | 46"87 |
| 6    | Michael Joubert    | Austrália      | OCE    | 47"24 |
| 7    | Dmitriy Klinger    | Rússia         | CEI    | 47"36 |
| 8    | Troy Douglas       | Bermudas       | AME    | 47"73 |

| Pos. | Atleta              | País           | Equipa | Marca |
| ---- | ------------------- | -------------- | ------ | ----- |
| 1    | Jearl Miles         | Estados Unidos | USA    | 50"64 |
| 2    | Charmaine Crooks    | Canadá         | AME    | 51"54 |
| 3    | Lyudmila Dzhigalova | Ucrânia        | CEI    | 52"47 |
| 4    | Kylie Hanigan       | Austrália      | OCE    | 52"93 |
| 5    | Elsa Devassoigne    | França         | EUR    | 53"40 |
| 6    | Anja Rücker         | Alemanha       | ALE    | 53"81 |
| 7    | Omotayo Akinremi    | Nigéria        | AFR    | 53"84 |
| 8    | Shiny Wilson        | Índia          | ASI    | 55"04 |

#### 800 metros
| Pos. | Atleta              | País           | Equipa | Marca   |
| ---- | ------------------- | -------------- | ------ | ------- |
| 1    | David Sharpe        | Reino Unido    | GBR    | 1'46"06 |
| 2    | William Tanui       | Quênia         | AFR    | 1'46"14 |
| 3    | Andrea Benvenuti    | Itália         | EUR    | 1'46"53 |
| 4    | José Luiz Barbosa   | Brasil         | AME    | 1'47"66 |
| 5    | Lee Jin-Il          | Coreia do Sul  | ASI    | 1'47"85 |
| 6    | Anatoliy Makarevich | Bielorrússia   | CEI    | 1'47"88 |
| 7    | Dean Kenneally      | Austrália      | OCE    | 1'48"32 |
| 8    | Terril Davis        | Estados Unidos | USA    | 1'48"50 |

| Pos. | Atleta                 | País           | Equipa | Marca   |
| ---- | ---------------------- | -------------- | ------ | ------- |
| 1    | Maria de Lurdes Mutola | Moçambique     | AFR    | 2'00"47 |
| 2    | Joetta Clark           | Estados Unidos | USA    | 2'01"60 |
| 3    | Yelena Afanasyeva      | Rússia         | CEI    | 2'02"19 |
| 4    | Ella Kovacs            | Roménia        | EUR    | 2'03"07 |
| 5    | Gaby Lesch             | Alemanha       | ALE    | 2'03"66 |
| 6    | Sandra Dawson          | Austrália      | OCE    | 2'04"73 |
| 7    | Cao Chunying           | China          | ASI    | 2'19"70 |
|      | Charmaine Crooks       | Canadá         | AME    | DNS     |

#### 1500 metros
| Pos. | Atleta            | País           | Equipa | Marca   |
| ---- | ----------------- | -------------- | ------ | ------- |
| 1    | Mohammed Suleiman | Catar          | ASI    | 3'38"37 |
| 2    | Jonah Birir       | Quênia         | AFR    | 3'40"25 |
| 3    | Simon Fairbrother | Reino Unido    | GBR    | 3'40"30 |
| 4    | Fermín Cacho      | Espanha        | EUR    | 3'42"78 |
| 5    | Andrey Loginov    | Rússia         | CEI    | 3'43"46 |
| 6    | Edgar de Oliveira | Brasil         | AME    | 3'45"97 |
| 7    | Darren Abbott     | Austrália      | OCE    | 3'48"56 |
| 8    | Charles Marsala   | Estados Unidos | USA    | 3'58"51 |

| Pos. | Atleta                       | País           | Equipa | Marca   |
| ---- | ---------------------------- | -------------- | ------ | ------- |
| 1    | Yekaterina Podkopayeva       | Rússia         | CEI    | 4'17"60 |
| 2    | Malgorzata Rydz              | Polónia        | EUR    | 4'18"16 |
| 3    | Alisa Hill                   | Estados Unidos | USA    | 4'18"41 |
| 4    | Kristina da Fonseca-Wollheim | Alemanha       | ALE    | 4'20"39 |
| 5    | Gwen Griffiths               | África do Sul  | AFR    | 4'21"51 |
| 6    | Elizabeth Miller             | Austrália      | OCE    | 4'24"48 |
| 7    | Junko Kataoka                | Japão          | ASI    | 4'25"40 |
|      | Letitia Vriesde              | Suriname       | AME    | DNS     |

#### 5000 metros/3000 metros
| Pos. | Atleta              | País           | Equipa | Marca    |
| ---- | ------------------- | -------------- | ------ | -------- |
| 1    | Fita Bayissa        | Etiópia        | AFR    | 13'41"23 |
| 2    | Arturo Barrios      | México         | AME    | 13'50"95 |
| 3    | James Farmer        | Estados Unidos | USA    | 14'02"90 |
| 4    | Abel Antón          | Espanha        | EUR    | 14'11"48 |
| 5    | Wang Helin          | China          | ASI    | 14'13"68 |
| 6    | Phillip Clode       | Nova Zelândia  | OCE    | 14'14"27 |
| 7    | John Mayock         | Reino Unido    | GBR    | 14'16"95 |
| 8    | Vyacheslav Shabunin | Rússia         | CEI    | 14'28"74 |

| Pos. | Atleta              | País           | Equipa | Marca   |
| ---- | ------------------- | -------------- | ------ | ------- |
| 1    | Derartu Tulu        | Etiópia        | AFR    | 9'05"89 |
| 2    | Vera Chuvashova     | Rússia         | CEI    | 9'08"30 |
| 3    | Margareta Kerszeg   | Roménia        | EUR    | 9'09"03 |
| 4    | Joan Nesbit         | Estados Unidos | USA    | 9'12"09 |
| 5    | Claudia Borgschulze | Alemanha       | ALE    | 9'13"87 |
| 6    | Zhong Huandi        | China          | ASI    | 9'14"55 |
| 7    | Sonia Betancourt    | México         | AME    | 9'34"14 |
| 8    | Nicole Robinson     | Austrália      | OCE    | 9'44"88 |